# Gotra errabunda
Gotra errabunda là một loài tò vò trong họ Ichneumonidae.